# Teucholabis (Teucholabis) nocticolor
Teucholabis (Teucholabis) nocticolor is een tweevleugelige uit de familie steltmuggen (Limoniidae). De soort komt voor in het Oriëntaals gebied.